# 전라남도의 마천루 목록
대한민국 전라남도의 마천루 목록이다. 대한민국의 「초고층 및 지하연계 복합건축물 재난관리에 관한 특별법」에 따르면 '초고층 건축물' 이란 층수가 50층 이상 또는 높이가 200m 이상인 건축물을 말한다.

## 마천루 순위
본 목록은 완공되었거나, 상량식을 끝낸 마천루이다.
| 순위 | 이름                               | 사진 | 위치            | 높이 | 층수 | 완공 연도 | 비고   |
| ---- | ---------------------------------- | ---- | --------------- | ---- | ---- | --------- | ------ |
| 1=   | 목포하당 중흥S-클래스 센텀뷰 104동 |      | 목포시 상동     | 165m | 48층 | 2022년    | [ 1 ]  |
| 2=   | 목포하당 중흥S-클래스 센텀뷰 103동 |      | 목포시 상동     | 159m | 46층 | 2022년    | [ 2 ]  |
| 2=   | 목포하당 중흥S-클래스 센텀뷰 101동 |      | 목포시 상동     | 159m | 46층 | 2022년    | [ 3 ]  |
| 4    | 한국전력공사 나주 본사             |      | 나주시 빛가람동 | 154m | 31층 | 2014년    | [ 4 ]  |
| 5    | 목포하당 중흥S-클래스 센텀뷰 102동 |      | 목포시 상동     | 153m | 44층 | 2022년    | [ 5 ]  |
| 6=   | e편한세상 광양 101동               |      | 광양시 중마동   | 143m | 48층 | 2016년    | [ 6 ]  |
| 6=   | e편한세상 광양 102동               |      | 광양시 중마동   | 143m | 48층 | 2016년    | [ 6 ]  |
| 8    | 웅천자이 더스위트 103동            |      | 여수시 웅천동   | 135m | 42층 | 2022년    | [ 7 ]  |
| 9    | 웅천자이 더스위트 104동            |      | 여수시 웅천동   | 133m | 42층 | 2022년    | [ 8 ]  |
| 10=  | 에메랄드퀸 101동                   |      | 목포시 상동     | 131m | 42층 | 2019년    | [ 6 ]  |
| 10=  | 에메랄드퀸 102동                   |      | 목포시 상동     | 131m | 42층 | 2019년    | [ 6 ]  |
| 12   | 웅천자이 더스위트 102동            |      | 여수시 웅천동   | 125m | 39층 | 2022년    | [ 9 ]  |
| 13   | 쌍용 더 플래티넘 완도 101동        |      | 완도군 완도읍   | 124m | 37층 | 2023년    | [ 10 ] |
| 14   | 웅천자이 더스위트 101동            |      | 여수시 웅천동   | 124m | 36층 | 2022년    | [ 11 ] |
| 15=  | 남교트윈스타 101동                 |      | 목포시 남교동   | 109m | 31층 | 2014년    | [ 12 ] |
| 15=  | 남교트윈스타 102동                 |      | 목포시 남교동   | 109m | 31층 | 2014년    | [ 13 ] |
| 17=  | 여수 중해마루힐 아너스 101동       |      | 여수시 서교동   | 108m | 31층 | 2023년    |        |
| 17=  | 여수 중해마루힐 아너스 102동       |      | 여수시 서교동   | 108m | 31층 | 2023년    |        |
| 17=  | 여수 중해마루힐 아너스 103동       |      | 여수시 서교동   | 108m | 31층 | 2023년    |        |
| 17=  | 쌍용 더 플래티넘 완도 102동        |      | 완도군 완도읍   | 108m | 37층 | 2023년    | [ 10 ] |
| 21   | 전라남도청                         |      | 무안군 삼향읍   | 106m | 23층 | 2005년    | [ 14 ] |
| 22   | 소노캄 여수                        |      | 여수시 수정동   | 101m | 26층 | 2012년    | [ 15 ] |
| 23   | 한전KPS 사옥 빌딩                  |      | 나주시 빛가람동 | 97m  | 19층 | 2015년    | [ 16 ] |

## 미완공 마천루

### 공사중인 마천루
이 목록은 현재 전라남도에서 공사가 진행중인 마천루이다.
| 이름                            | 상태   | 위치          | 높이 | 층수 | 완공 예정   | 비고   |
| ------------------------------- | ------ | ------------- | ---- | ---- | ----------- | ------ |
| 웅천 골드클래스 더 마리나 103동 | 공사중 | 여수시 웅천동 | 142m | 43층 | 2025년 5월  | [ 17 ] |
| 웅천 골드클래스 더 마리나 103동 | 공사중 | 여수시 웅천동 | 140m | 42층 | 2025년 5월  | [ 17 ] |
| 웅천 골드클래스 더 마리나 104동 | 공사중 | 여수시 웅천동 | 136m | 39층 | 2025년 5월  | [ 17 ] |
| 웅천 골드클래스 더 마리나 101동 | 공사중 | 여수시 웅천동 | 133m | 37층 | 2025년 5월  | [ 17 ] |
| 광양 중동 센텀 유블레스 102동   | 공사중 | 광양시 중동   | -    | 40층 | 2025년 2월  |        |
| 광양 중동 센텀 유블레스 101동   | 공사중 | 광양시 중동   | -    | 39층 | 2025년 2월  |        |
| 광양 중동 센텀 유블레스 103동   | 공사중 | 광양시 중동   | -    | 39층 | 2025년 2월  |        |
| 쌍용 더 플래티넘 여수35 101동   | 공사중 | 여수시 학동   | -    | 35층 | 2025년 10월 |        |
| 쌍용 더 플래티넘 여수35 102동   | 공사중 | 여수시 학동   | -    | 35층 | 2025년 10월 |        |

### 계획중인 마천루
현재 계획이 진행중인 마천루이다.
| 이름                            | 위치          | 높이 | 층수 | 완공 예정   | 비고 |
| ------------------------------- | ------------- | ---- | ---- | ----------- | ---- |
| 황금지구 92블록 주상복합        | 광양시 황금동 | 172m | 47층 | -           |      |
| 하얏트 플레이스 목포            | 목포시 호남동 | 159m | 44층 | 2027년 12월 |      |
| 학동 68-15번지 주상복합         | 여수시 학동   | 150m | 41층 | -           |      |
| 더 하이스퀘어 101동             | 순천시 해룡면 | 149m | 49층 | -           |      |
| 더 하이스퀘어 102동             | 순천시 해룡면 | 149m | 49층 | -           |      |
| 황금지구 91블록 주상복합        | 광양시 황금동 | 143m | 43층 | -           |      |
| 학동 70번지 일원 주상복합       | 여수시 학동   | 132m | 40층 | -           |      |
| 학동 75-2번지 일원 주상복합     | 여수시 학동   | 132m | 39층 | -           |      |
| 학동 77-1번지 일원 주상복합     | 여수시 학동   | 132m | 39층 | -           |      |
| 우두리 1047-3번지 일원 공동주택 | 여수시 돌산읍 | 124m | 39층 | -           |      |
| 더 하이스퀘어 103동             | 순천시 해룡면 | 120m | 38층 | -           |      |
| 동외동 136번지 주상복합         | 순천시 동외동 | 112m | 34층 | -           |      |
| 덕암동 188-21번지 일원 주상복합 | 순천시 덕암동 | 109m | 33층 | -           |      |
| 힐스테이트 목포                 | 목포시 용당동 | 105m | 36층 | -           |      |
| 순천 동외동 푸르지오            | 순천시 동외동 | -    | 45층 | -           |      |
| 여수 엑스포 모아엘가 101동      | 여수시 공화동 | -    | 44층 | -           |      |
| 여수 엑스포 모아엘가 102동      | 여수시 공화동 | -    | 44층 | -           |      |
| 여수 엑스포 모아엘가 103동      | 여수시 공화동 | -    | 44층 | -           |      |
| 조례 대광로제비앙               | 순천시 조례동 | -    | 39층 | -           |      |
| 한국아델리움 센텀브릿지 101동   | 화순군 화순읍 | -    | 39층 | -           |      |
| 한국아델리움 센텀브릿지 102동   | 화순군 화순읍 | -    | 39층 | -           |      |
| 쌍용 더 플래티넘 여수35 101동   | 여수시 학동   | -    | 35층 | -           |      |
| 쌍용 더 플래티넘 여수35 102동   | 여수시 학동   | -    | 35층 | -           |      |

### 취소된 마천루
건설이 취소된 마천루이다.
| 이름         | 위치   | 높이 | 층수  | 비고 |
| ------------ | ------ | ---- | ----- | ---- |
| 여수월드타워 | 여수시 | 550m | 125층 |      |

## 같이 보기
- 전라남도
- 마천루 목록
- 아시아의 마천루 목록
- 대한민국의 마천루 목록